# John Honeyman

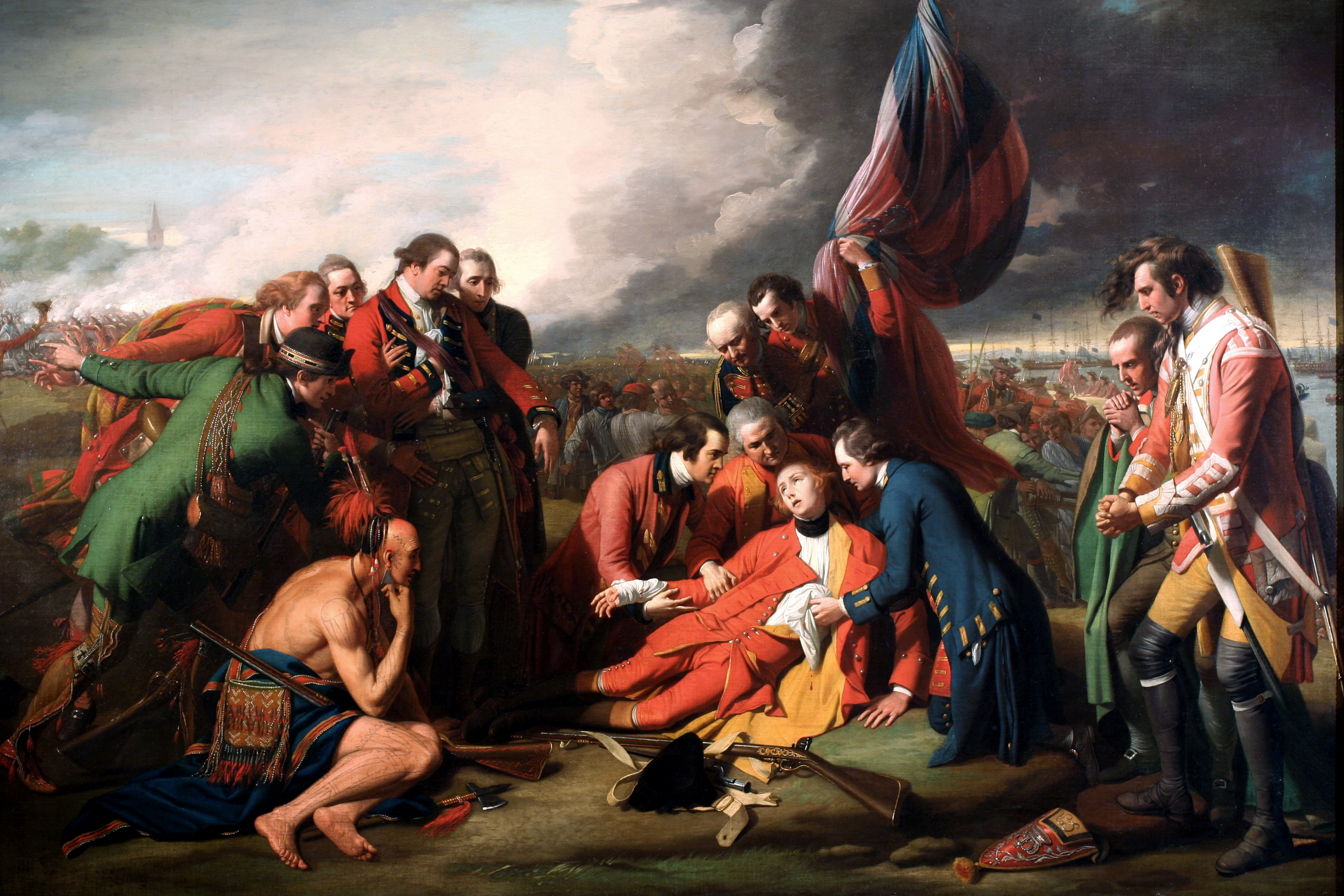
La muerte del general Wolfe, pintura de Benjamin West donde aparece Honeyman

John Honeyman (1729 – 18 de agosto de 1822) fue un soldado de origen irlandés, presunto espía americano-británico, informador de George Washington y principal responsable de extender desinformación en medio de los británicos, mientras reunía información capital para la victoria de Washington en la Batalla de Trenton.

## Credibilidad
La precisión histórica sobre Honeyman, en su función de espía del General Washington, ha sido cuestionada debido a una carencia de fuentes primarias (leer más abajo).

## Biografía

### Carrera y vida
Aunque nació en Irlanda, supuestamente en Armagh, Honeyman era de ascendencia escocesa. Hijo de un granjero pobre, recibió poca educación formal, pero no era alfabeto y aprendió varios oficios, incluyendo el de tejedor. Trabajó como agricultor hasta la edad de 29 años y después entró en el ejército británico para luchar en la guerra franco-india en 1758.
Navegó hasta Canadá a bordo de la fragata Boyne en la que también iba embarcado el coronel James Wolfe. Un día, durante la travesía del Océano Atlántico, Honeyman estaba de guardia en cubierta cuando Wolfe, que estaba a punto de bajar una escalera, tropezó y habría caído de no haberlo agarrado Honeyman. Wolfe mostró su gratitud tomando nota del nombre de Honeyman con la promesa de velar por el joven soldado.
Al desembarcar en el Río San Lorenzo, la unidad de Honeyman entró inmediatamente en acción contra los franceses durante el Asedio de Louisbourg que terminó al cabo de 48 días, el 26 de julio de 1758. Wolfe, que sirvió bajo el general Jeffrey Amherst, fue ascendido poco después a General, se acordó del joven soldado que lo había salvado a bordo del Boyne y lo convirtió en su guardaespaldas, con órdenes de permanecer con él en todo momento.
El éxito del asedio aclaró el camino a la expedición británica dirigida por el general Wolfe para tomar Nueva Francia con la ciudad de Quebec el verano siguiente y que culminó en la Batalla de las Planes de Abraham, el 13 de septiembre de 1759. A pesar de que acabó con una victoria británica, Wolfe recibió un fatal disparo y Honeyman fue uno de los que llevó al general en brazos hasta el lugar resguardado, donde murió. Se cree que uno de los tres hombres que rodean a Wolfe en la pintura "La Muerte de Wolfe" de Benjamin West en el Museo McCord de Montreal, es John Honeyman.
Después de la guerra, Honeyman recibió una baja honorable del ejército estadounidense y se estableció en Pensilvania, llevando con él sus documentos de baja, así como la carta del general Wolfe donde solicitaba sus servicios como guardaespaldas. Retomó sus oficios de carnicero y tejedor y se casó con Maria Henry, una chica irlandesa de Coleraine en la Primera Iglesia Presbiteriana de Filadelfia el 22 de septiembre de 1764.

### Últimos años
El 1793, Honeyman se retiró a Bedminster Township, Nueva Jersey, en el condado de Upper Somerset, fue comprando unas parcelas de tierra entre 1793 y 1797, y allá pasó los últimos treinta años de su vida. 
Su esposa Maria murió el 24 de junio de 1801, y tres años más tarde, Honeyman se casó con una viuda, la señora Elizabeth Estel-Burrows. Honeyman murió el 18 de agosto de 1822 a la edad de 93 años y fue enterrado en el Cementerio de la Iglesia Presbiteriana de Lamington, Nueva Jersey.

### Realidad o Leyenda?
El papel ejercido por Honeyman durante la guerra en la Revolución americana, se ha debatido durante algún tiempo. El primer registro escrito de la participación de Honeyman con Washington parece ser de su nieto el juez John Van Dyke “An Unwritten Account of a Spy of Washington” que apareció en la revista "Our home" en 1873, casi cien años más tarde. Van Dyke decía basarse en datos recibidos de una de las hijas de Honeyman, Jane Honeyman tía de Van Dyke, que murió en 1836.
Los escépticos apuntan a la falta de pruebas directas para apoyar la historia de espionaje incluyendo el hecho que la carta de Washington que protegía la familia Honeyman nunca se ha visto fuera de la familia. Algunos encuentran que es extraño que un documento de tan gran valor histórico nunca haya aparecido públicamente. El autor Alexander Rose señala que "ni una sola vez John Honeyman es mencionado en la voluminosa correspondencia y demás documentos de Washington" y que al conocer a Honeyman, un veterano del ejército británico, Washington lo habría reclutado antes como sargento que cómo espía. 
Los seguidores argumentan que la carencia de pruebas directas meramente demuestra el excelente trabajo hecho por Honeyman al encubrir sus acciones como espía. Algunos historiadores han ofrecido evidencias circunstanciales para apoyar la historia como espía. Han señalado que varias acciones legales contra Honeyman por ser Tory fueron rechazadas. Honeyman incluso pidió una indemnización por las pérdidas sufridas durante la guerra, cosa que un Tory no habría podido hacer, ya que el resto de conservadores se vieron obligados a huir a Nueva Escocia después de la guerra, y Honeyman en cambio permaneció en Nueva Jersey. De hecho, sabemos que Honeyman adquirió varias parcelas de tierra a Nueva Jersey, y la cuestión es: como un sencillo tejedor con una familia tan numerosa se podía permitir hacer estas compras sin ningún ingreso especial, evidencia, para algunos, de que recibió una indemnización por su función en la guerra.